# سيرجي بويغ
سيرجي بويغ (بالإسبانية: Sergi Puig Herrera) هو لاعب كرة قدم إسباني، ولد في 19 نوفمبر 1998 في بريميا دي مار في إسبانيا.

## وصلات خارجية
- سيرجي بويغ على موقع قاعدة بيانات كرة القدم.إي يو (الإنجليزية)
- سيرجي بويغ على موقع Soccerway.com (الإنجليزية)